# Kidričevo község
Kidričevo község (szlovén nyelven Občina Kidričevo) Szlovénia 212 alapfokú közigazgatási egységének, azaz községének egyike a Podravska statisztikai régióban. A község Ptuj közelében fekszik. Adminisztratív központja Kidričevo város.

## A községhez tartozó települések
A községhez Kidričevo székhelyen kívül a következő települések tartoznak:
- Apače
- Cirkovce
- Dragonja Vas
- Kungota pri Ptuju
- Lovrenc na Dravskem Polju
- Mihovce
- Njiverce
- Pleterje
- Pongrce
- Šikole
- Spodnje Jablane
- Spodnji Gaj pri Pragerskem
- Starošince
- Stražgonjca
- Strnišče
- Zgornje Jablane
- Župečja Vas

## Népesség
| Lakosok száma | 6604 | 6670 | 6662 | 6627 | 6619 | 6474 | 6429 | 6428 | 6497 | 6526 |
|               | 2008 | 2009 | 2011 | 2012 | 2013 | 2015 | 2016 | 2017 | 2019 | 2020 |